# Сан-Кірико-Рапаро
Сан-Кірико-Рапаро (італ. San Chirico Raparo) — муніципалітет в Італії, у регіоні Базиліката, провінція Потенца.
Сан-Кірико-Рапаро розташований на відстані близько 360 км на південний схід від Рима, 60 км на південний схід від Потенци.
Населення — 1093 особи (2014).
Щорічний фестиваль відбувається 15 та 18 липня. Покровитель — Santa Sinforosa.

## Демографія
Населення за роками:

Станом на 1 січня 2023 року в муніципалітеті офіційно проживало 47 іноземців з 17 країн, серед них 12 громадян країн Євросоюзу та 1 громадянин України.

## Сусідні муніципалітети
- Арменто
- Кальвера
- Карбоне
- Кастельсарачено
- Кастронуово-ді-Сант'Андреа
- Галліккьо
- Рокканова
- Сан-Мартіно-д'Агрі
- Спінозо